# Meato uretrale esterno
Il meato urinario, noto anche come orifizio uretrale esterno, è l'apertura esterna dell'uretra. È il punto esterno in cui sbocca l'urina sia nei maschi che nelle femmine.
Nei maschi viene espulsa, da qui,  l'urina durante la minzione, o lo sperma durante l'eiaculazione maschile.
Nelle femmine è localizzato nel vestibolo della vagina e nei maschi nella estremità finale del glande del pene.

## Nei maschi

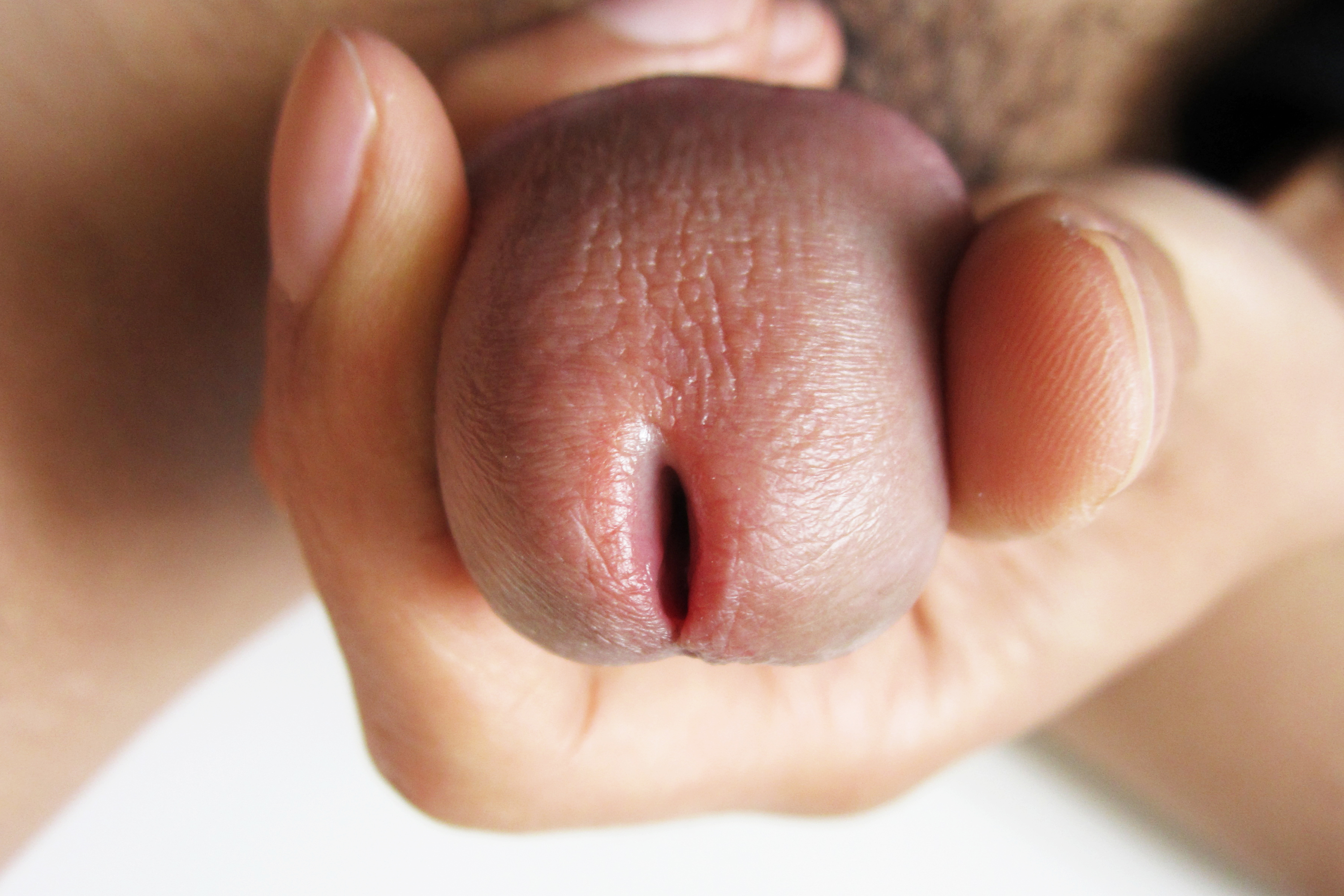
Meato urinario di un uomo

L'orifizio uretrale esterno maschile è l'apertura esterna dell'intero apparato genitale, normalmente situato sulla punta del glande, alla sua giunzione con il frenulo. Si presenta come una fessura verticale, eventualmente limitata da entrambi i lati da due piccole proiezioni in tessuto più scuro e continua longitudinalmente lungo la linea anteriore del glande, che facilitano la minzione. A causa della flessibilità del pene e del meato, il flusso di urina nel maschio può essere manipolato e mirato. In diverse culture vengono impiegate diverse posizioni di minzione. In alcuni casi l'apertura può essere più arrotondata e questo può verificarsi naturalmente o anche come effetto collaterale della rimozione eccessiva di pelle durante la circoncisione. Il meato è una parte sensibile del sistema riproduttivo maschile.
La stenosi è una complicazione tardiva della circoncisione, che si verifica in circa il 10-20 per cento dei neonati circoncisi dopo la perdita della protezione del prepuzio.

## Nelle femmine

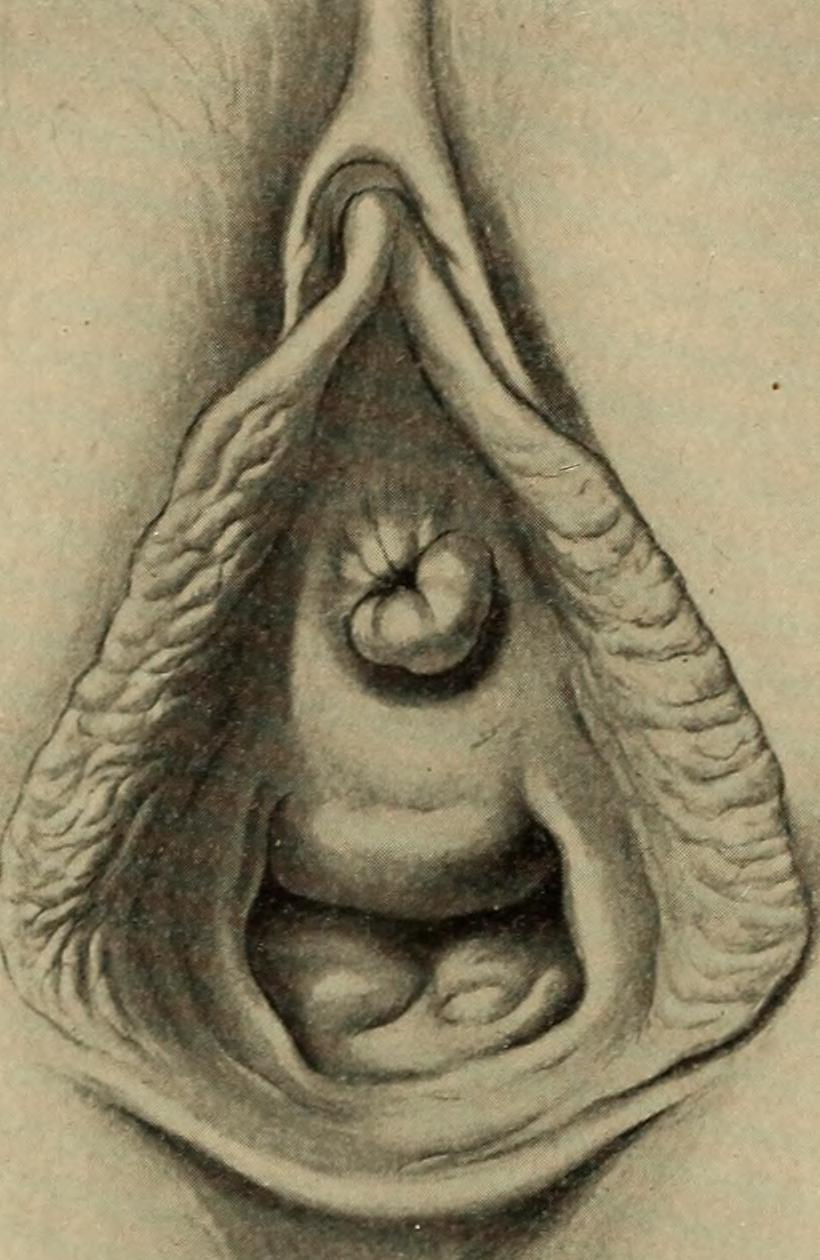
Meato urinario femminile, localizzato tra la clitoride e l'apertura vaginale

L'orifizio uretrale esterno femminile si trova circa 2,5 cm dietro il clitoride e immediatamente davanti alla vagina nel vestibolo vulvare, facente parte dei genitali femminili. La sua funzione è quella di espellere l'urina durante la minzione. A sinistra e a destra di esso vi sono le aperture delle ghiandole di Skene.

## In altri mammiferi
A differenza della maggior parte degli altri mammiferi, nelle femmine di iene maculate il meato urinario si trova sul glande del clitoride.

## Patologia
Un esempio di disturbo congenito del meato, nei maschi, è l'epispadia, ovvero la errata collocazione nell'aspetto superiore del pene e la ipospadia cioè l'errata collocazione nella parte inferiore del pene. Una dislocazione congenita può causare il restringimento (stenosi) che causa un blocco urinario parziale o totale o la biforcazione del flusso urinario. Un blocco uretrale può anche essere causato da materiale estraneo, calcoli renali o vescicali (litiasi).